# Campionati europei Omnium Endurance 1956
La omnium endurance maschile dei Campionati europei di ciclismo su pista 1956 si svolse a novembre 1956. Fu vinta dallo svizzero Armin Von Buren.

## Squadre e corridori partecipanti
| N.  | Squadra               |
| --- | --------------------- |
| BEL | Belgio                |
| ESP | Spagna                |
| ITA | Italia                |
| GBR | Gran Bretagna         |
| NLD | Paesi Bassi           |
| FRA | Francia               |
| USA | Stati Uniti d'America |
| SVK | Slovacchia            |
| CZE | Repubblica Ceca       |
| SUI | Svizzera              |
| GER | Germania              |
| AUT | Austria               |
| DNK | Danimarca             |
| POR | Portogallo            |

## Ordine d'arrivo (Top 10)
| Pos. | Corridore           | Squadra  | Tempo |
| ---- | ------------------- | -------- | ----- |
| 1    | Armin Von Buren     | Svizzera |       |
| 2    | Jacques Bellenger   | Francia  |       |
| 3    | Rik Van Steenbergen | Belgio   |       |